# Municipio de Jay (Minnesota)
El municipio de Jay (en inglés: Jay Township) es un municipio ubicado en el condado de Martin en el estado estadounidense de Minnesota. En el año 2010 tenía una población de 237 habitantes y una densidad poblacional de 2,53 personas por km².

## Geografía
El municipio de Jay se encuentra ubicado en las coordenadas 43°37′27″N 94°48′13″O / 43.62417, -94.80361. Según la Oficina del Censo de los Estados Unidos, el municipio tiene una superficie total de 93.76 km², de la cual 93,74 km² corresponden a tierra firme y (0,01 %) 0,01 km² es agua.

## Demografía
Según el censo de 2010, había 237 personas residiendo en el municipio de Jay. La densidad de población era de 2,53 hab./km². De los 237 habitantes, el municipio de Jay estaba compuesto por el 97,89 % blancos y el 2,11 % eran de una mezcla de razas. Del total de la población el 1,27 % eran hispanos o latinos de cualquier raza.